# Chuck Liddell
Chuck Liddell, właśc. Charles David Liddell (ur. 17 grudnia 1969 w Santa Barbara) – amerykański zawodnik mieszanych sztuk walki, były mistrz UFC w wadze półciężkiej (do 93 kg).

## Kariera MMA
Swoją karierę w MMA rozpoczął w 1998 roku, kiedy na gali UFC 17 pokonał przez decyzję Noe Hernandeza. Następnie odniósł serię zwycięstw nad uznanymi zawodnikami jak Kevin Randleman, Vitor Belfort czy Renato Sobral. Dzięki tym walkom dał się poznać jako świetny uderzacz (striker), który skutecznie potrafi bronić się przed obaleniami. Wkrótce stał się głównym pretendentem do walki o tytuł z mistrzem wagi półciężkiej Tito Ortizem. Ortiz unikał jednak tego starcia. Aby zmusić go do walki, władze UFC zaaranżowały w czerwcu 2003 roku pojedynek o tymczasowy pas mistrzowski i wyznaczyły do niego Liddella oraz byłego mistrza wagi ciężkiej Randy’ego Couture’a. Liddell przegrał przez techniczny nokaut.
W 2003 roku wystartował w turnieju PRIDE Middleweight Grand Prix 2003. W pierwszych rundach pokonał Alistaira Overeema oraz Guya Mezgera, po czym w półfinale doznał dotkliwej porażki z Quintonem Jacksonem.
Po powrocie do UFC wreszcie zmierzył się z Tito Ortizem, który kilka miesięcy wcześniej stracił pas mistrzowski na rzecz Couture’a. Liddell wygrał przez techniczny nokaut i ponownie stał się głównym pretendentem do walki o mistrzostwo. Zanim do niej doszło, został trenerem jednej z drużyn w pierwszym sezonie reality show The Ultimate Fighter. Trenerem drugiej został Couture i po zakończeniu programu obaj zawodnicy starli się ze sobą w walce o pas mistrzowski. Doszło do niej w kwietniu 2005 roku. Chuck Liddel już w pierwszej rundzie znokautował rywala. Następnie pokonał przez nokaut Jeremy’ego Horna, rewanżując się mu za pierwszą w karierze porażkę, po czym stanął do trzeciej walki z Couture’em. Również tym razem zwyciężył przed czasem, zyskując dzięki temu status supergwiazdy UFC.
Ponowne zwycięstwa nad Renato Sobralem i Tito Ortizem potwierdziły jego absolutną dominację w wadze półciężkiej. W maju 2007 roku doszło do walki rewanżowej z Quintonem Jacksonem. Liddell uchodził za zdecydowanego faworyta, jednak przegrał przez techniczny nokaut i stracił mistrzostwo. Kilka miesięcy później przegrał przez niejednogłośną decyzję sędziów z Keithem Jardinem, a następnie, w grudniu 2007 roku, stanął do długo oczekiwanej walki z byłym mistrzem wagi średniej Pride FC, Wanderleiem Silvą. Wygrał ją przez decyzję. W kolejnych dwóch pojedynkach został jednak ciężko znokautowany przez Rashada Evansa i Maurício Ruę, co doprowadziło do przerwania jego kariery MMA na ponad rok. Powrócił w czerwcu 2010 roku podczas gali UFC 115. Poniósł wtedy trzecią z rzędu porażkę przez nokaut, tym razem z Richem Franklinem.
29 grudnia 2010 roku ogłosił zakończenie sportowej kariery. Pozostał jednak związany z UFC. Objął stanowisko wiceprezydenta tej organizacji ds. rozwoju.

## Osiągnięcia

### Mieszane sztuki walki
- 2000: mistrz Świata IFC w wadze półciężkiej[9]
- 2003: PRIDE Middleweight Grand Prix – półfinalista turnieju wagi średniej (do 93 kg)[10]
- 2005–2007: mistrz UFC w wadze półciężkiej[10]
- 2007: World MMA Awards – Walka Roku przeciwko Wanderleiowi Silvię[10]
- 2009: Członek Galerii Sław UFC

### Kick-boxing
- 1996–1997: amatorski mistrz USA IKF w wadze superciężkiej[11][12]
- mistrz USA WKA w wadze ciężkiej[11][12]
- mistrz Ameryki Północnej USMTA w formule muay thai w wadze ciężkiej[11][12]

## Taniec
Od 21 września 2009 do 13 października 2009 roku brał udział w programie Dancing with the Stars, w którym zajął 11. miejsce. Jego partnerką była Anna Trebunskaya.

## Życie prywatne
Spotykał się z Miss Howard TV – Marią Venus, aktorką porno Jayden Jaymes i aktorką Juliette Lewis (w maju 2004). Od roku 2004 do marca 2006 był związany z piosenkarką Willą Ford. W latach 2007–2009 był w związku z Erin Wilson. Ze związku z zawodniczką MMA Casey Nolandem ma dwoje dzieci: córkę Tristę i syna Cade'a. 4 grudnia 2010 zaręczył się z Heidi Northcott, z którą ma dwójkę dzieci: córkę Ginewrę (ur. 2011) i syna Charlesa Davida Liddella Jr. (ur. 2013).

## Filmografia

### Filmy fabularne
| Rok  | Tytuł                              | Rola                 | Reżyser            |
| ---- | ---------------------------------- | -------------------- | ------------------ |
| 1981 | Listonosz zawsze dzwoni dwa razy   | skaut                | Bob Rafelson       |
| 2001 | Superzioło                         | twardziel            | Jesse Dylan        |
| 2003 | Od kołyski aż po grób              | wojownik w klatce    | Andrzej Bartkowiak |
| 2006 | Noc kawalerów                      | lodziarz             | Eric Bernt         |
| 2007 | Podwójna tożsamość                 | Maddog               | John Herzfeld      |
| 2008 | Drillbit Taylor: Ochroniarz amator | w roli samego siebie | Steven Brill       |
| 2009 | The Ballad of G.I. Joe             | Gung-Ho              | Daniel Strange     |
| 2013 | Kick-Ass 2                         | w roli samego siebie | Jeff Wadlow        |
| 2013 | Fight Life                         | w roli samego siebie | James Z. Feng      |
| 2015 | Oddział wyrzutków (War Pigs)       | sierżant McGreevy    | Ryan Little        |
| 2015 | Więzienie w ogniu (Riot)           | Balam                | John Lyde          |
| 2017 | A Violent Man                      | Marco Reign          | Matthew Berkowitz  |
| 2017 | Altitude                           | Rawbones             | Alex Merkin        |

### Seriale TV
| Rok  | Tytuł                          | Rola                 |
| ---- | ------------------------------ | -------------------- |
| 2006 | Blade: The Series              | Graft                |
| 2007 | Ekipa                          | w roli samego siebie |
| 2007 | Punk'd                         | w roli samego siebie |
| 2009 | Simpsonowie                    | w roli samego siebie |
| 2009 | Dancing with the Stars         | w roli samego siebie |
| 2011 | Zabójcze umysły: Okiem sprawcy | Martinez             |
| 2011 | Blue Mountain State            | w roli samego siebie |
| 2011 | The Being Frank Show           | w roli samego siebie |
| 2011 | Hawaii Five-0                  | w roli samego siebie |
| 2013 | Kości                          | w roli samego siebie |
| 2017 | Workaholics                    | wujek Mike           |